# Гастхаус

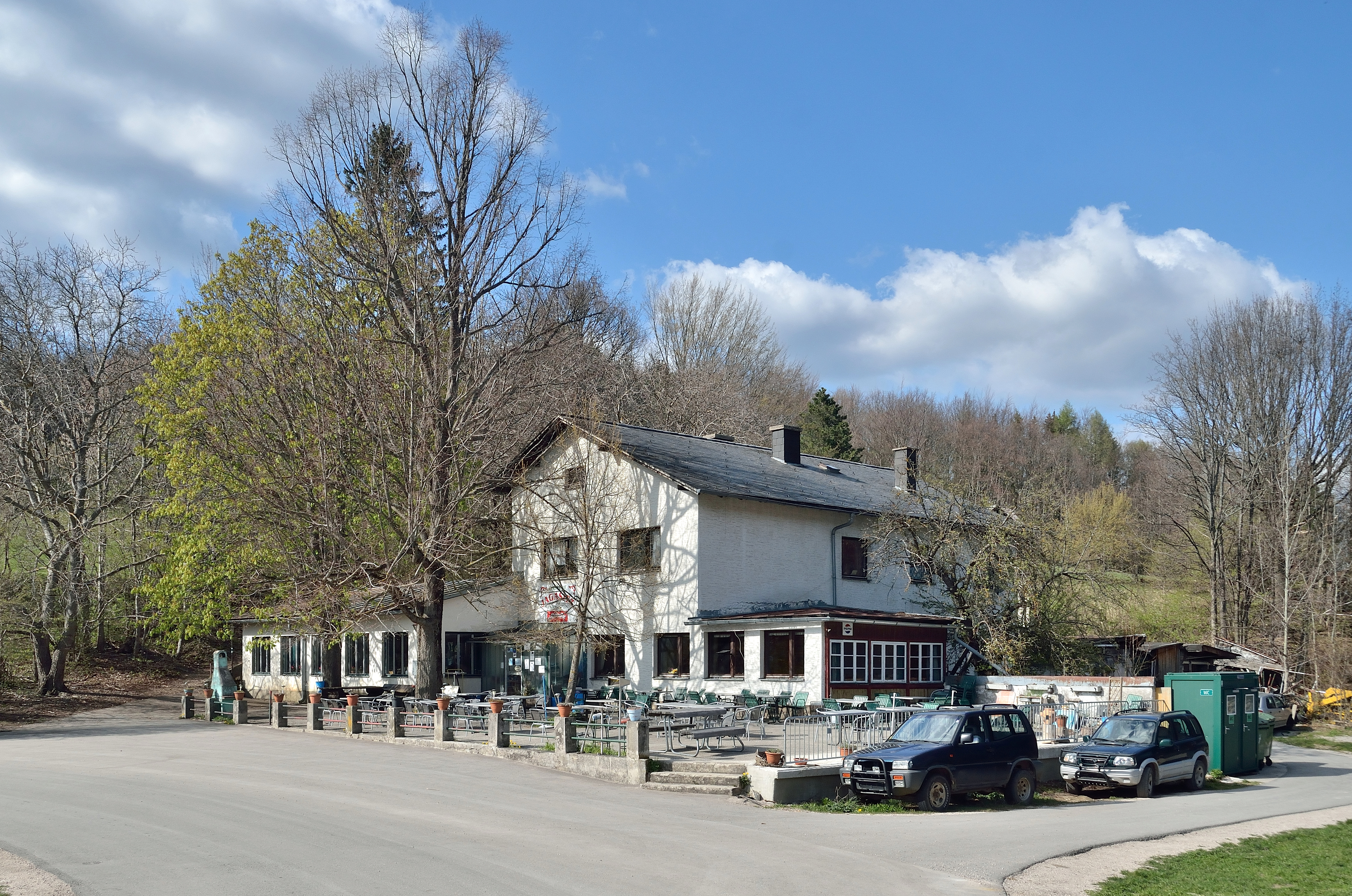
Типичный гастхаус в Австрии

Га́стхаус (нем. Gasthaus, также варианты Gasthof, Landhaus и Pension) — это небольшая семейная гостиница в немецком стиле. Отличительным признаком гастхауса являются наличие всего нескольких номеров для постояльцев, а также таверны, бара, ресторана или банкетного зала.
Такие гастхаусы распространены в Германии, Австрии, Швейцарии и близлежащих европейских регионах.
Обычно они находятся в небольших городах и часто находятся в семейной собственности. Нередко несколько поколений одной семьи совместно работают в таком заведении, часто гастхаусы на протяжении сотен лет не меняют владельцев.
Обед и ужин в гастхаусах обычно подаются для публики, но завтрак обычно зарезервирован только для ночевавших в доме гостей.

## Этимология
В точном переводе Gasthaus означает «гостевой дом» на немецком языке. Gasthof — это вариант слова, Landhaus означает «загородный дом» (хотя, по сути, это то же самое понятие, только в сельской местности), а Pension означает «пансионат» или небольшой отель.